# Alpsuinda
Alpsuinda (o Albsuinda) (558 circa – Bisanzio, ...) è stata una principessa longobarda, figlia primogenita di Alboino re dei Longobardi e di Clodosvinta, figlia di Clotario I re dei Franchi.

## Biografia

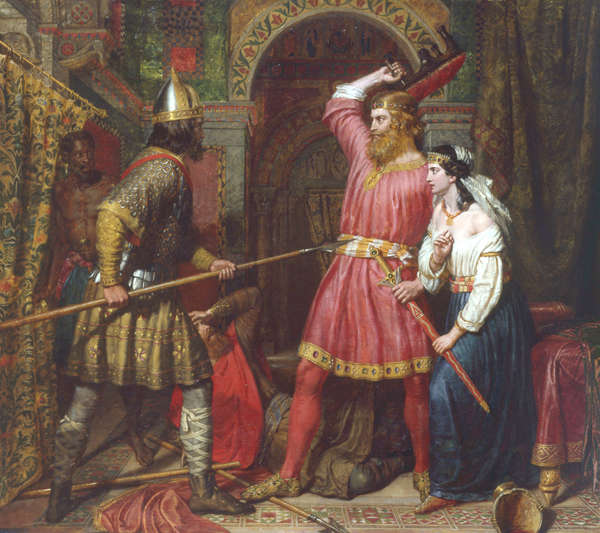
L'assassinio di Alboino, re dei Longobardi di Charles Landseer (1856)

Nel 572 la matrigna di Alpsuinda, Rosmunda (seconda moglie di Alboino), e l'amante di lei, Elmichi, ordirono una congiura che portò all'omicidio del re.
Rosmunda ed Elmichi fuggirono a Ravenna, conducendo con sé Alpsuinda e il tesoro reale. Dopo la morte di Elmichi e Rosmunda a Ravenna, Alpsuinda venne mandata presso la corte imperiale di Bisanzio ove morì in data ignota.